# Шостаково
Шостаково (пол. Szostakowo) — село в Польщі, у гміні Чижі Гайнівського повіту Підляського воєводства. Населення — 83 особи (2011).

## Історія
Засноване у 1566—1569 роках. У 1975—1998 роках село належало до Білостоцького воєводства.

## Демографія
Демографічна структура станом на 31 березня 2011 року:
|          | Загалом | Допрацездатний вік | Працездатний вік | Постпрацездатний вік |
| -------- | ------- | ------------------ | ---------------- | -------------------- |
| Чоловіки | 45      | 2                  | 33               | 10                   |
| Жінки    | 38      | 6                  | 16               | 16                   |
| Разом    | 83      | 8                  | 49               | 26                   |